# Volodîmîrivka, Apostolove
Volodîmîrivka (în ucraineană Володимирівка) este localitatea de reședință a comunei Volodîmîrivka din raionul Apostolove, regiunea Dnipropetrovsk, Ucraina.

## Demografie
Componența lingvistică a localității Volodîmîrivka
     Ucraineană (95,53%)
     Rusă (4,07%)
     Alte limbi (0,4%)
Conform recensământului din 2001, majoritatea populației localității Volodîmîrivka era vorbitoare de ucraineană (95,53%), existând în minoritate și vorbitori de rusă (4,07%).